# 拉脫維亞地理
拉脱维亚位于波罗的海东岸，地处东欧平原，北邻爱沙尼亚，南邻立陶宛，东邻俄罗斯，东南与白俄罗斯接壤。国界线总长1862千米。海岸线总长531千米。

## 地貌
拉脱维亚境内地势低平，平均海拔87米，3/4的地区海拔在120米以下。主要地貌为丘陵（东部和西部）和平原。重要河流有道加瓦河、利耶卢佩河和戈雅河。

## 气候
由于波罗的海航运的影响，拉脱维亚气候潮湿，属温带海洋性气候向温带大陆性气候过渡的中间类型。夏天温暖，春季和秋季的天气比较温和，然而，由于位置靠北，拉脱维亚冬季气候非常极端。全年降水很常见，8月份经常出现大暴雨。在冬季恶劣天气的时段，拉脱维亚会被来自俄罗斯内陆的寒风所主宰，严重的降雪很常见。
拉脱维亚１月平均气温－0.1℃，７月平均气温19.3℃，夜晚平均气温11℃。平均年降水量732毫米。

## 生物
拉脱维亚的野生动物常见的品种包括鹿、野猪、驼鹿、猞猁、熊、狐狸、海狸和狼。拉脱维亚非海洋软体动物有159种。